# Niedermüller Péter
Niedermüller Péter (Budapest, 1952. szeptember 3.) magyar etnográfus, kulturális antropológus és politikus. A Demokratikus Koalíció alapító tagja és 2011-től alelnöke. 2014 és 2019 között az Európai Parlament képviselője. 2019 októbere óta Budapest VII. kerületének, Erzsébetvárosnak a polgármestere.

## Családi háttere
Zsidó származású politikus. Első házasságából két gyermeke született: ifjabb Niedermüller Péter és Niedermüller Anna. Lánya Horn Gábor volt SZDSZ-es országgyűlési képviselő házastársa, fia pedig John Emese, korábbi SZDSZ-es fővárosi frakcióvezető férje.

## Szakmai tevékenysége

### Tudományos és oktatói tevékenysége
Niedermüller Péter etnográfus és kulturális antropológus. Pályafutása során több hazai és európai egyetemen tanított, köztük a berlini Humboldt Egyetemen, a Pécsi Tudományegyetemen (korábban Janus Pannonius Tudományegyetemként), az Eötvös Loránd Tudományegyetemen és a Budapesti Metropolitan Egyetemen. Kutatásai a modern társadalmak átalakulásaira, azok különböző részterületeire, valamint a politikai folyamatok kulturális elemzésére irányulnak. Tudományos cikkei és tanulmányai hazai és nemzetközi szakfolyóiratokban jelentek meg. Utolsó magyar nyelvű kötete Sokféle modernitás címmel 2008-ban látott napvilágot. Publicisztikai írásai az Élet és Irodalom és a Galamus hasábjain jelentek meg.

### Politikai pályafutása
Niedermüller Péter részt vett a Demokratikus Koalíció megalapításában, és 2011 óta a párt alelnöki tisztségét tölti be. A 2014-es európai parlamenti választáson a párt listájának harmadik helyén szerepelt. A Demokratikus Koalíció két mandátumot szerzett, de a listavezető Gyurcsány Ferenc visszalépett, így Niedermüller kapta meg az EP-képviselői mandátumot. Az Európai Parlamentben a Szocialisták és Demokraták Progresszív Szövetsége képviselőcsoportjának kincstárnoka lett, emellett tagja volt az Állampolgári Jogi, Bel- és Igazságügyi Bizottságnak, a terrorizmussal foglalkozó különbizottságnak, valamint az Izraellel fenntartott kapcsolatokért felelős küldöttségnek. Képviselői munkája során kiemelten foglalkozott a migráció, az alapvető jogok, a kisebbségvédelem, a jogállamiság és a terrorizmus elleni küzdelem kérdéseivel. A 2018-as országgyűlési választáson a Demokratikus Koalíció országos listájának negyedik helyén szerepelt, és egyéni jelöltként indult a budapesti 4-es számú választókerületben. A választáson Varga Mihály mögött a második helyen végzett, listás mandátumát azonban nem vette fel, és EP-képviselőként folytatta munkáját. 2019-ben az ellenzéki pártok – az Magyar Szocialista Párt, a Demokratikus Koalíció, a Párbeszéd Magyarországért és a Momentum Mozgalom – közös polgármesterjelöltjeként indult Budapest VII. kerületében. Az október 13-án tartott önkormányzati választáson 6,86 százalékpontos különbséggel legyőzte az addigi fideszes polgármestert, Vattamány Zsoltot, és Erzsébetváros polgármesterévé választották. A 2024-es önkormányzati választáson ismét megválasztották Erzsébetváros polgármesterévé, a DK, az MSZP, a Párbeszéd–Zöldek és a Momentum közös jelöltjeként.

## Kitüntetései és díjai
- Radnóti Miklós antirasszista díj (2020) – A díjat 2020 márciusában kapta meg az antirasszizmus és a társadalmi szolidaritás érdekében végzett közéleti tevékenységéért.[14]

## Bírálatok és vitatott ügyek

### A Humboldt Egyetemmel való kapcsolatának megszűnése
2006 májusában a Humboldt Egyetem Európai Etnológiai Intézete körlevelet küldött több európai intézménynek, köztük a Magyar Tudományos Akadémia Néprajzi Intézetének, amelyben tájékoztatták őket, hogy Niedermüller Pétert 2004. december 18-a óta nem látták az egyetemen, és az azóta eltelt időben semmilyen közvetlen kapcsolatot nem sikerült vele létesíteniük. A levél szerint Niedermüller akkor betegséggel indokolta távollétét, de később nem nyújtott be orvosi igazolást, és a tanszék megítélése szerint valójában nem volt beteg. Az egyetem jelezte, hogy Niedermüller már nem tagja sem az intézetnek, sem az egyetem oktatói karának. Emellett a levél szerint berlini kollégáival és az egyetemmel szemben anyagi kötelezettségeit sem rendezte.

### ATV-s kijelentése és az arra adott reakciók
2020. január 23-án az ATV Start című műsorában Niedermüller Péter az ellenzéki pártok világképét a kormány által képviselt ideológiához viszonyítva a következőképpen fogalmazott:
Hogyha megnézzük azt, hogy mi marad, ha lehántod ezeket a gyűlöletvalamiket, ugye fölsoroltuk: a nem magyarok, a mások, a migránsok, a romák, a nem tudom én, mik, akkor ott marad egy rémisztő képződmény középen: ezek a fehér, keresztény, heteroszexuális férfiak – meg azért nők is vannak közöttük. Ez a családelképzelés. Ez azért borzalmas, mert ha megnézzük, hogy a világon mindenütt az úgynevezett fehér nacionalisták miből állnak össze: ebből – mondom csöndesen nektek...
A kijelentés politikai és társadalmi körökben jelentős visszhangot váltott ki. A Fidesz erzsébetvárosi szervezete tüntetést szervezett ellene, mivel szerintük a polgármester negatív színben tüntette fel a fehér, keresztény, heteroszexuális férfiakat. A demonstrációra reagálva Niedermüller úgy nyilatkozott, hogy senkit nem alázott meg, és beszédében éppen a kirekesztő világképre kívánt rávilágítani. A Demokratikus Koalíció közleményben jelezte, hogy Niedermüller Péter kritikája nem a társadalmi csoportok ellen irányult, hanem a Fidesz politikájának kirekesztő jellegére hívta fel a figyelmet. Deutsch Tamás, a Fidesz EP-képviselője „rasszista, uszító és menthetetlen” kijelentésként értékelte a nyilatkozatot. A Magyar Katolikus Püspöki Konferencia, valamint a Magyar Református Presbiteri Szövetség szintén elítélő állásfoglalást adott ki az ügyben.

### Parkolási közbeszerzések és a C-Ware Kft. ügye
2020 tavaszán az erzsébetvárosi önkormányzat tulajdonában lévő Erzsébetvárosi Ingatlangazdálkodási Nonprofit Zrt. (EVIN) két közbeszerzést is kiírt a kerület parkolóautomatáival kapcsolatos feladatok ellátására. A nyertes mindkét esetben a C-Ware Kft. lett, amelynek korábbi tulajdonosát, a fideszes Kupper Andrást – a Centrum parkolási cégcsoport egykori vezetőjét – korábban nyolcvanezer rendbeli csalás miatt jogerősen elítélte a bíróság. A szerződések összértéke bruttó 64,5 millió forint volt. A tenderek kapcsán kritikák merültek fel a pályázati határidők szokatlan rövidsége (1 hónap, illetve mindössze 9 nap) miatt, valamint azért, mert az önkormányzat nem vizsgálta a korábbi tulajdonos előéletét. Az EVIN válasza szerint a közbeszerzési szabályok nem teszik lehetővé a pályázók volt tulajdonosainak múltbeli ügyeinek figyelembevételét, csak a benyújtott ajánlatokat értékelhetik. A botrány ellenére Niedermüller Péter polgármester nem vállalt személyes felelősséget az ügyletért.

### Czeglédy Csaba ügyvédi irodájának megbízása
2020 áprilisában Niedermüller Péter a koronavírus-járvány miatt elrendelt veszélyhelyzet idején, különleges felhatalmazása alapján, a képviselő-testület megkerülésével nettó 29 millió forint értékű szerződést kötött Czeglédy Csaba ügyvédi irodájával az önkormányzat jogi képviseletére. A megbízás 2020. április 1-től december 31-ig szólt. A döntés nyilvánosságra kerülése után Budapest Főváros Kormányhivatala vizsgálatot indított, mivel a szerződéskötés alapjául szolgáló dokumentumokat az önkormányzat nem küldte meg időben. A megbízás társadalmi visszhangot váltott ki, mivel Czeglédy Csaba – a Demokratikus Koalícióhoz köthető politikus és jogász – korábban felfüggesztett börtönbüntetést kapott adócsalásért, és jelenleg is költségvetési csalás vádjával eljárás alatt áll. Az Élhető Erzsébetváros Egyesület petíciót indított a szerződés felbontásáért. Niedermüller a bírálatokra reagálva a szerződést piaci árúnak nevezte, és közölte, hogy az ügyvédi iroda az önkormányzati ingatlanügyek kivizsgálásán dolgozik. A nyilvános adatok szerint 2019 októbere és 2020 vége között Erzsébetváros négy alkalommal szerződött Czeglédy ügyvédi irodájával, összesen bruttó 49 millió forint értékben.

### Klauzál téri vásárcsarnok átalakítása körüli vita
2021-ben Niedermüller Péter polgármesterként előterjesztést nyújtott be a Klauzál téri vásárcsarnok gasztropiaccá alakításáról. A terv értelmében két, a csarnokban már jelen lévő cég – az Andrássy 52 Bar Kft. és a Pontoonka Kft. – beruházóként is szerepet kapott volna. Az ellenzék egy része és több piaci árus szerint a konstrukció megkerülte volna a közbeszerzési szabályokat, és hátrányosan érinthette a meglévő bérlőket. A két céghez több szálon kötődő vendéglátós vállalkozó, Szini Béla korábban is megszerzett bérleményeket a csarnokban, ám azokat nem nyitotta meg, amit a piac forgalmának szándékos gyengítéseként értelmeztek a bérlők. Az előterjesztést végül a képviselő-testület – a Momentum kivételével – megszavazta, ami politikai vitát váltott ki. 2021 júliusában, a Klauzál téri vásárcsarnok átépítéséről szóló vitás döntés után Niedermüller Péter polgármester lakossági fórumon jelentette be, hogy az önkormányzat nem írja alá az eredetileg elfogadott szerződést, hanem annak szeptemberre véglegesített, módosított változatát kívánja beterjeszteni. A cél az volt, hogy garanciák kerüljenek a megállapodásba, melyek kizárják a bulinegyed-jellegű hasznosítást. A döntés hátterében az állt, hogy a csarnok előző, fideszes vezetés alatti felújítása után több, hosszú távra kötött bérleti és használati szerződés kötötte meg az új ellenzéki vezetés kezét. A módosítás célja az volt, hogy az érintett cégek – köztük Szini Béla érdekeltségei – a jövőben vállalják az üzemeltetés költségeinek egy részét, miközben az önkormányzat megtartja a kontrollt az épület hasznosítási módja felett.

### Átvilágítási jelentések kiadása körüli vita
2021-ben sajtóhírek jelentek meg arról, hogy az erzsébetvárosi önkormányzat – Niedermüller Péter polgármestersége alatt – 484 ezer forint költségtérítést kért a kerületi tulajdonú cégek, köztük az Erzsébetvárosi Piacüzemeltetési Kft. átvilágításáról készült jelentések kiadásáért. A közérdekű adatigénylésre adott válasz szerint az iratok mintegy 1100 oldalt tesznek ki, és azokat a személyes adatok miatt anonimizálni kell. Az önkormányzat számításai szerint ez 110 munkaórát igényel, oldalanként 440 forint költséggel. A dokumentumokat – az önkormányzat tájékoztatása szerint – a Bálint, Kállai és Kende Ügyvédi Iroda készítette 2019 óta több szerződés keretében. Az ügyvédi irodával kötött megbízások összege összesen 37,5 millió forintot tett ki. A szerződések részben jogi szolgáltatásokra, részben közbeszerzési eljárások lebonyolítására vonatkoztak. A megállapított költségtérítés miatt több kritika is érte az önkormányzatot. Az esetről beszámoló sajtóhírek összehasonlították az ügyet más közintézmények hasonló eseteivel, amikor szintén jelentős összegeket kértek közérdekű adatok kiadásáért. Röviddel az ügy nyilvánosságra kerülése után Niedermüller Péter polgármester elrendelte az érintett átvilágítási jelentések anonimizálását követő közzétételét az önkormányzat hivatalos honlapján. A döntés értelmében a dokumentumokat 2021. augusztus 15-ig kellett nyilvánosságra hozni. A jelentések az Erzsébetvárosi Piacüzemeltetési Kft. működését is érintették, amelyhez a Klauzál téri vásárcsarnok is tartozik. A csarnok üzemeltetése Niedermüller előterjesztésére olyan cégekhez kerülhetett, amelyek még a korábbi, fideszes városvezetés idején kaptak szerepet a piac működtetésében. Egy lakossági fórumon a polgármester ígéretet tett arra, hogy a piac üzemeltetéséről szóló szerződés végleges formáját csak szeptemberben, a képviselő-testület további döntései alapján véglegesítik.

### Niedermüller-díj
2021-ben a Mi Hazánk Mozgalom „Niedermüller-díj” néven figyelemfelhívó és elrettentő céllal szimbolikus „elismerést” alapított, amelyet – közleményük szerint – azoknak kívánnak odaítélni, akik szerintük a magyar nemzet tekintélyén csorbát ejtettek. A párt alelnöke, Novák Előd közleményében kifejezetten Niedermüller Pétert nevezte meg névadóként, a díjat pedig a „magyarellenesség” jelképének szánták. A közlemény stílusa és szóhasználata politikai támadásként, nem hivatalos díjazásként értelmezhető. A párt szerint a „díj” célja, hogy megbélyegezze a szerintük „hungarofób” közszereplőket, és „lelki mementót” állítson a jövő generációi számára.

### Vitaindító bejegyzés Trianon évfordulóján
2022. június 4-én, a nemzeti összetartozás napján Niedermüller Péter a közösségi oldalán tett közzé egy bejegyzést, amelyben több társadalmi csoport – például pedagógusok, egészségügyi dolgozók, szociális munkások és külföldre távozó fiatalok – nehéz helyzetére hívta fel a figyelmet, mint az „orbáni összetartozásból” kiszorult csoportokra. A bejegyzés egyik legnagyobb figyelmet kiváltó mondata szerint:
És gondoljunk azokra a magyarokra is, akik Trianonnak is köszönhetően ma jobban élnek Romániában, Szlovákiában, és a többi környező országban, mint mi itthon Magyarországon.
A polgármester ezzel arra utalt, hogy szerinte a szomszédos országok egy részében élő magyarok számára több szabadság, nyitottság és európai perspektíva adatott meg, mint a jelenlegi magyarországi viszonyok között. A bejegyzés politikai és közéleti körökben is éles vitákat váltott ki.

### Szerződések a vejéhez köthető cégekkel
2023-ban több sajtóorgánum is beszámolt arról, hogy a Niedermüller Péter vezette erzsébetvárosi önkormányzat 2019 után több tanácsadói szerződést is kötött olyan cégekkel, amelyek személyi összefonódás révén köthetők Horn Gáborhoz, Niedermüller vejéhez. A szerződések összértéke meghaladta a 37 millió forintot. A Weber und Mill Kft. – amelyet korábban Hann Péter vezetett, Horn Gábor közeli ismerőse – 2020 és 2023 között összesen négy, stratégiai tanácsadásra vonatkozó szerződést kötött a VII. kerületi önkormányzattal, nettó 32,45 millió forint értékben. A megbízás a kerület jövőbeli stratégiájának és a polgármester személyes profiljának kidolgozására, valamint havi tanácsadási és kommunikációs anyagok elkészítésére szólt. Ezen felül a Republikon Intézet Kft., amelynek kuratóriumi elnöke Horn Gábor, 2021-ben közel nettó 5 millió forintért végzett lakhatási közvéleménykutatást az erzsébetvárosi önkormányzat megbízásából. A megbízásokkal kapcsolatos dokumentumokat Garai Dóra, az Élhető Erzsébetváros Egyesület önkormányzati képviselője közadatigénylés útján kérte ki, azonban az önkormányzat megtagadta a kiadásukat, azzal az indokkal, hogy azok „döntés megalapozását szolgáló adatok”, és emiatt tíz évig nem nyilvánosak. A szerződések és az azokhoz kapcsolódó tanulmányok titkosítása, valamint a cégek személyi kötődése Niedermüller családjához politikai vitát váltott ki. Garai Dóra morálisan elfogadhatatlannak és etikátlannak nevezte a közpénzből történő megbízásokat. A május 15-i képviselőtestületi ülésen Niedermüller Péter a felvetett aggályokra úgy reagált: ha bárki korrupciógyanús ügyet feltételez, tegyen feljelentést, a hatóságok pedig vizsgálják ki az ügyet.

## Művei, szerkesztett művei
- (szerk.) Niedermüller Péter: Folklór és mindennapi élet (válogatott tanulmányok), Népművelési Intézet, Budapest, 1981
- (szerk.) Hoppál Mihály – Niedermüller Péter: Tanfolyamok: Jelképek – kommunikáció – társadalmi gyakorlat (Válogatott tanulmányok a szimbolikus antropológia köréből), Tömmegkommunikációs Kutatóközpont Tanfolyamok,Budapest, 1983
- (szerk.) Niedermüller Péter: Folklór és tradició I–II.: A hagyományos műveltség továbbélése, MTA Néprajzi Kutatócsoport, Budapest, 1984–1985
- (szerk.)  Lammel Annamária – Niedermüller Péter – Török Gyöngyvér: Folklór – Kultúra – Életmód. Városantropológiai perspektivák,	Művelődéskutató Intézet, Budapest 1986, ISBN 963-521-104-X
- Hofer Tamás – Niedermüller Péter: Hagyomány és hagyományozás (tanulmánygyűjtemény), Magyar Tudományos Akadémia Néprajzi Kutató Csoportja, Budapest, 1987
- Hofer Tamás – Niedermüller Péter: Nemzeti kultúrák antropológiai nézetben (tanulmánygyűjtemény), Magyar Tudományos Akadémia Néprajzi Kutató Csoportja, Budapest, 1988, ISBN 963-7762-337
- Juhász Antal – Niedermüller Péter – Szilágyi Miklós: Néprajz az újabb város- és falumonográfiákban (Különlenyomat), Budapest, 1988
- (szerk.)  Váriné Szilágyi Ibolya – Niedermüller Péter: Az identitás kettős tükörben, Tudományos Ismeretterjesztő Társulat, Szeged, 1989, ISBN 963-412-349-X
- Sokféle modernitás. A modernizáció stratégiái és modelljei a globális világban; szerk. Niedermüller Péter et al.; Nyitott Könyv–L'Harmattan, Bp., 2008 (Kultúratudományi könyvtár)